# Pestsäule (Mödling)

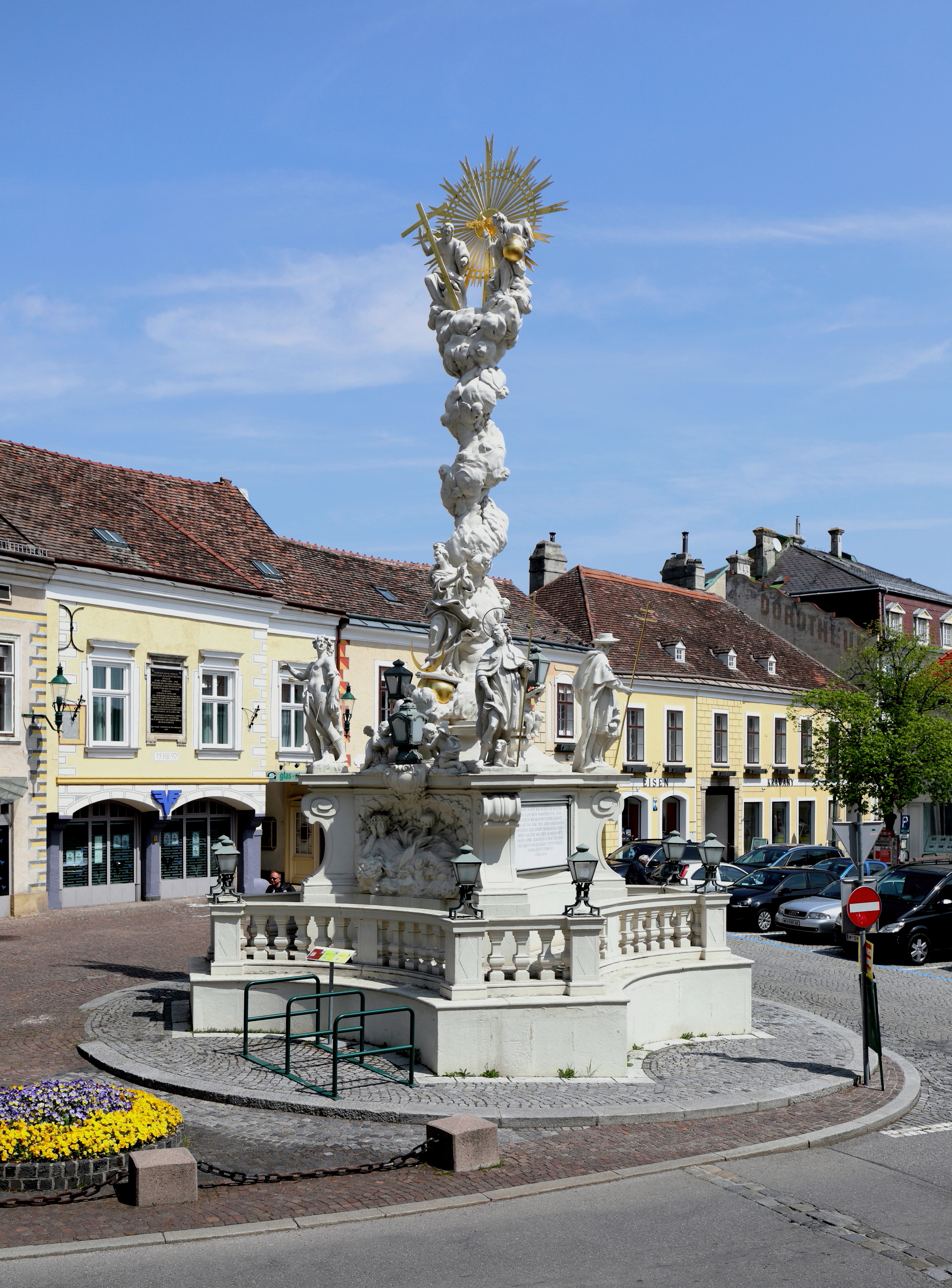
Pestsäule am Freiheitsplatz in Mödling

Die Pestsäule in Mödling, Niederösterreich, ist eine Dreifaltigkeitssäule, die im Jahr 1714 errichtet wurde.
Die Pestsäule, die am Freiheitsplatz im Zentrum der Stadt steht, wurde zur Danksagung an das Erlöschen der Seuche errichtet, an der im Jahr 1713 90 Menschen starben. Sie ist aus Zogelsdorfer- und St. Margarethener Kalksandstein und im untersten Bereich der Säule aus Mannersdorfer Kalkstein gefertigt. Die Inschriftplatten bestehen aus Carrara-Marmor. Das einheitliche Erscheinungsbild entsteht durch einen Anstrich (Kalkschwämme unter Beimengung von Silikonharz). Der Strahlenkranz der Dreifaltigkeit ist vergoldet.
Die Säule wurde vermutlich von einem Eisenstädter Bildhauer geschaffen. Am 21. Mai 1714 wurde durch Kaiser Karl VI. der Grundstein gelegt und vom Bischof von Nitra Laszlo Adam Graf von Erdődy gesegnet.
Dargestellt sind direkt an der Säule die Gottesmutter Maria, an den vier Eckpunkten die Heiligen Sebastian mit Pfeilen, Rochus mit Hund, der vielen Pestkranken half, Karl und Franz Xaver, in einer Nische an der Westseite liegend die heilige Rosalia.
Im Jahre 1909 wurde die Säule bei einem Sturm so stark beschädigt, dass der ganze Mittelteil zu Boden stürzte. Zum Schutz gegen eine mögliche Beschädigung wurde die Pestsäule im Zweiten Weltkrieg im Jahre 1943 eingemauert und 1947 wieder freigelegt.
2007 wurde die denkmalgeschützte Säule generalsaniert und dabei in etwa 500 Einzelteile zerlegt. Am 19. Oktober 2008 wurde sie nach der Wiederherstellung neuerlich gesegnet.